# Бела циганка (песма)
Бела циганка је песма коју пева Стоја, српска певачица. Песма је објављена 2013. године. Ово је друга Стојина песма са истоименог албума (2015).

## Текст и мелодија
Песма Бела циганка је ауторско дело, чији је текст написао Стеван Симеуновић. Сам назив песме је синтагма сачињена из придева бела и именице циганка, а пошто је друга реч написана малим почетним словом вероватно се односи на цвет циганку а не особу Ромкињу.
Музику за песму радио је Стеван Симеуновић, а аранжман Александар Кобац.

## Спот
Још није изашао званични музички видео за песму, али је званично представљена са два ТВ наступа на телевизији BN Music; видео је отпремљен на Јутјуб 5. новембра 2013. односно 3. марта 2014. године.